# Akköy, Çanakçı
Akköy là một xã thuộc huyện Çanakçı, tỉnh Giresun, Thổ Nhĩ Kỳ. Dân số thời điểm năm 2011 là 555 người.